# Кочковский сельсовет
Кочковский сельсовет — сельское поселение в Кочковском районе Новосибирской области Российской Федерации.
Административный центр — село Кочки.

## История
Статус и границы сельского поселения установлены Законом Новосибирской области от 2 июня 2004 года № 200-ОЗ «О статусе и границах муниципальных образований Новосибирской области»

## Население
| 2002  | 2010  | 2012  | 2013  | 2014  | 2015  | 2016  |
| ----- | ----- | ----- | ----- | ----- | ----- | ----- |
| 4154  | ↘4055 | ↘4031 | ↘4020 | ↘3962 | ↗3963 | ↗3972 |
| 2017  | 2018  | 2019  | 2020  | 2021  |       |       |
| ↗3988 | ↘3932 | ↘3890 | ↘3838 | ↘3670 |       |       |

## Состав сельского поселения
| № | Населённый пункт | Тип населённого пункта       | Население |
| - | ---------------- | ---------------------------- | --------- |
| 1 | Кочки            | село, административный центр | ↘3670     |